# Seynod
Seynod ist eine Commune déléguée in der französischen Stadt Annecy mit 23.574 Einwohnern (Stand 1. Januar 2022) im Département Haute-Savoie in der Region Auvergne-Rhône-Alpes.

## Geographie
Seynod liegt auf 532 m, etwa 3,5 Kilometer südwestlich der Stadt Annecy (Luftlinie). Die Gemeinde erstreckte sich am südwestlichen Rand des Beckens von Annecy im Alpenvorland am Fuß des Semnoz (1699 m), an einem linken Seitenbach des Thiou (Abfluss des Lac d’Annecy), im Genevois.
Die Fläche des 19,17 km² großen vormaligen Gemeindegebiets umfasst einen Abschnitt des Beckens von Annecy. Das Hauptsiedlungsgebiet liegt in einer leicht gewellten Landschaft, die von zwei Bächen nach Nordosten zum Thiou entwässert wird. Nach Süden erstreckte sich das Gemeindeareal auf die Hochfläche am Westfuß des Semnoz und bis in den Einzugsbereich des Chéran im Albanais. Ein schmaler Zipfel reichte über den Steilhang auf den breiten, dicht bewaldeten Kamm des Semnoz, der zum Massiv der Bauges gehört. Hier wurde mit 1024 m die höchste Erhebung der Gemeinde Seynod erreicht.
Zur Gemeinde Seynod gehörten neben dem eigentlichen Ortskern auch verschiedene Siedlungen und ehemalige Weiler, die heute teilweise zusammengewachsen sind, nämlich:
- Malaz (535 m) auf einer Kuppe am Fuß des Semnoz
- Sacconge (525 m) in einem Tälchen am Fuß des Semnoz
- Branchy (530 m) auf einem Plateau südwestlich von Seynod
- Châteauvieux (580 m) auf dem Plateau vom Fuß des Semnoz
- Vieugy (600 m) auf dem Plateau am Westfuß des Semnoz
- Bessonnet (605 m) auf dem Plateau am Westfuß des Semnoz
- Le Treige (555 m) auf dem Plateau des östlichen Albanais
- Mathonex (600 m) auf dem Plateau westlich des Semnoz
- Chez-Jacquet (550 m) auf dem Plateau des östlichen Albanais
- Chaux (530 m) in einer Mulde am Westfuß des Semnoz
- Balmont (542 m) in einer Talsenke am Westfuß des Semnoz

Nachbargemeinden von Seynod waren Cran-Gevrier im Norden, Annecy und Sevrier im Osten, Quintal, Viuz-la-Chiésaz und Chapeiry im Süden sowie Montagny-les-Lanches und Chavanod im Westen.

## Geschichte
Auf dem Gemeindegebiet von Seynod bestand bereits während der Römerzeit eine Siedlung unter dem Namen Saginatum. Erstmals in den Urkunden erscheint der Ort im Jahre 867 unter den Namen Sagenadum und Sagenodum, als König Lothar von Lothringen das Gebiet seiner Frau Theutberga schenkte. Vom 14. bis zum 16. Jahrhundert bildete Seynod eine eigene kleine Herrschaft unter der Familie Pelard. Zu Gebietsveränderungen kam es in der zweiten Hälfte des 20. Jahrhunderts: 1965 wurde Vieugy nach Seynod eingemeindet, 1973 ging Balmont einen Fusionsverbund mit Seynod ein, der 1997 in der endgültigen Fusion respektive Eingemeindung nach Seynod resultierte.
Die Gemeinde Seynod wurde am 1. Januar 2017 in die Stadt Annecy eingegliedert. Seynod war Hauptort des Wahlkreises (Kantons) Seynod im Arrondissement Annecy.

## Sehenswürdigkeiten
Die Kirche von Seynod wurde im 19. Jahrhundert unter Einbezug des Chors (17. Jahrhundert) des Vorgängerbaus errichtet. Das Pfarrhaus stammt aus dem 16. Jahrhundert. In Vieugy steht eine Kirche im Stil der Neugotik (1872 erbaut), während die Kirche von Balmont 1869 erstellt wurde. Von den profanen Bauwerken sind das ehemalige Schloss Château-Vieux (im 13. Jahrhundert erbaut, heute als Bauernhof genutzt) und das Château de Périaz (16. Jahrhundert, heute ebenfalls ein Bauernhof) zu erwähnen.

## Bevölkerung
Mit zuletzt 19.624 Einwohnern (Stand 1. Januar 2013) gehörte Seynod zu den größten Gemeinden des Département Haute-Savoie. Seit Mitte des 20. Jahrhunderts wurde dank der Nähe zu Annecy eine markante Bevölkerungszunahme verzeichnet. Die höchsten Zuwachsraten wurden während der 1960er und 70er Jahre registriert. Der nördliche Teil der ehemaligen Gemeinde ist heute weitgehend überbaut. Mittlerweile ist das Siedlungsgebiet von Seynod lückenlos mit demjenigen von Annecy und Cran-Gevrier zusammengewachsen. Die Gemeinde gehörte zur Agglomeration von Annecy.
| Bevölkerungsentwicklung | Bevölkerungsentwicklung | Bevölkerungsentwicklung | Bevölkerungsentwicklung | Bevölkerungsentwicklung | Bevölkerungsentwicklung | Bevölkerungsentwicklung | Bevölkerungsentwicklung | Bevölkerungsentwicklung | Bevölkerungsentwicklung | Bevölkerungsentwicklung |
| ----------------------- | ----------------------- | ----------------------- | ----------------------- | ----------------------- | ----------------------- | ----------------------- | ----------------------- | ----------------------- | ----------------------- | ----------------------- |
| Jahr                    | 1901                    | 1954                    | 1962                    | 1968                    | 1975                    | 1982                    | 1990                    | 1999                    | 2009                    |                         |
| Einwohner               | 502                     | 989                     | 2903                    | 3933                    | 9339                    | 13.175                  | 14.764                  | 16.365                  | 17.822                  |                         |

## Wirtschaft und Infrastruktur
Seynod war bis weit ins 20. Jahrhundert hinein ein landwirtschaftlich geprägtes Dorf. Erst ab etwa 1950 begann eine rasche Entwicklung zum Wohnvorort von Annecy und von der Industriegemeinde Cran-Gevrier. Inzwischen haben sich bedeutende Betriebe der Automobilindustrie und der Nahrungsmittelverarbeitung in Seynod niedergelassen. Daneben gibt es zahlreiche weitere Betriebe von kleinerer bis mittlerer Größe, Dienstleistungsbetriebe, Einkaufsgeschäfte und Handelsfirmen. Die Industrie- und Gewerbezonen befinden sich im Bereich von Loverchy sowie entlang der Hauptstraßen und der Autobahn.
Die Ortschaft ist verkehrsmäßig sehr gut erschlossen. Seynod liegt an der Hauptstraße N201, die von Annecy nach Chambéry führt. Eine weitere regionale Straßenverbindung besteht mit Rumilly. Der nächste Anschluss an die Autobahn A41, welche das Gemeindegebiet durchquert, befindet sich in einer Entfernung von rund 4 km. Durch mehrere Buslinien ist Seynod mit Annecy verbunden. Damit ist auch der Hauptbahnhof Annecy an der Eisenbahnlinie von Chambéry nach Annemasse leicht erreichbar.

## Städtepartnerschaften
Seynod ist 1999 mit Ineu (Rumänien) eine Städtepartnerschaft eingegangen und eine weitere im Jahr 2005 mit Malgrat de Mar in Spanien.